# Punta Quinseina
La Punta Quinseina o Quinzeina (2.344 m s.l.m.) è una cima montana appartenente alle Alpi Graie (e, più in dettaglio, alle Alpi del Gran Paradiso). 
Si trova in provincia di Torino tra i comuni di Frassinetto e Castelnuovo Nigra, ma il suo versante sud-est è parzialmente incluso nei comuni di Colleretto Castelnuovo e Borgiallo, i cui territori convergono sull'anticima sud della montagna.
La Quinseina è collocata tra la val Soana e la Val Sacra, entrambe tributarie del torrente Orco.

## Descrizione

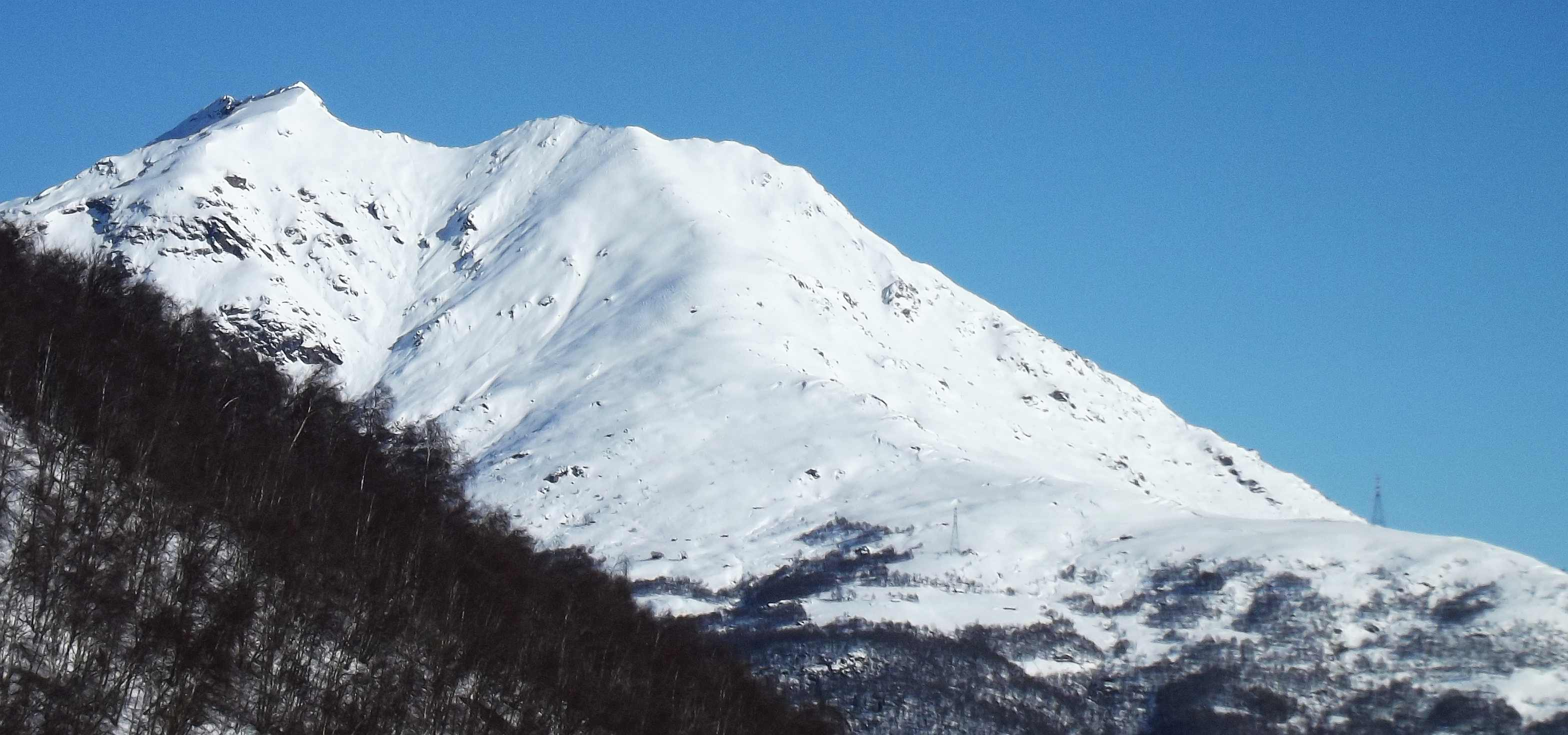
La montagna vista da sud

La Quinseina è l'ultima punta di una certa importanza sullo spartiacque che separa ad est la Val Soana da tre brevi valli aperte sulla pianura (Val Chiusella, Val Savenca e Val Sacra). Verso nord-est è separata dalla vicina Punta di Verzel dalla depressione del Piano dei Francesi (2.168 m) mentre a sud la catena si esaurisce nella zona collinare di Chiesanuova e Borgiallo.

La punta Quinseina vista dalla punta Verzel

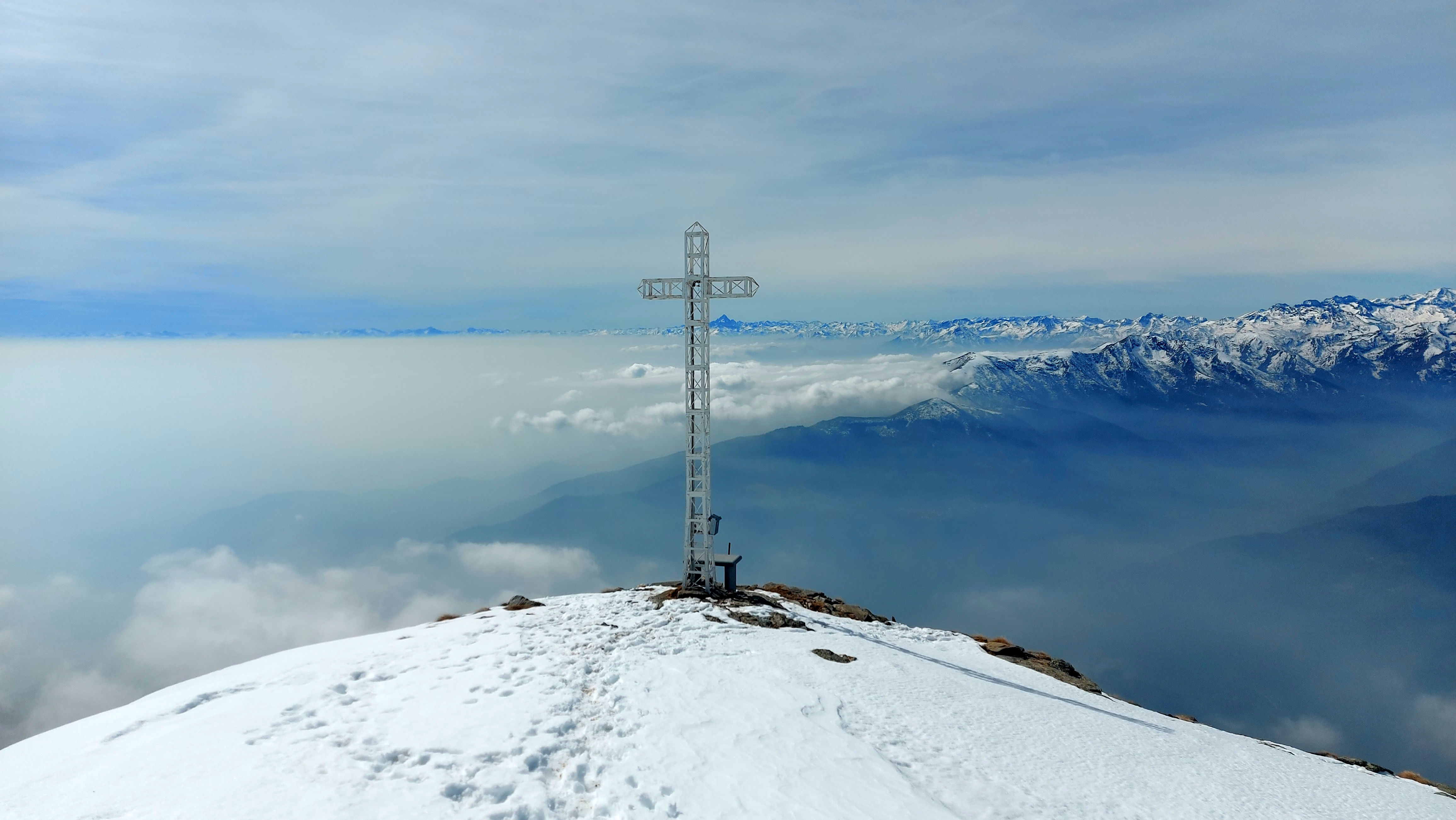
La croce collocata nei pressi della vetta. Sullo sfondo il Monviso.

Circa 500 metri a sud del punto culminante è presente una anticima chiamata Punta di Santa Elisabetta (2.231 m) dal nome del frequentato santuario che sorge ai suoi piedi. Sulla Punta di Santa Elisabetta e nei pressi della Quinseina propriamente detta sono state erette due croci metalliche.

Con la sua mole domina la sottostante porzione del Canavese e grazie alla propria posizione avanzata rispetto al resto della catena alpina è visibile anche da molto lontano. Dal basso Canavese (a sud dalla montagna) ha la forma che ricorda un vulcano ma nel suo complesso, se vista da certe angolazioni, può ricordare il profilo di una donna sdraiata e perciò viene anche chiamata la bella addormentata o la bella dormiente.

## Accesso alla cima
La via più comoda per l'accesso alla cima dalla Val Sacra è il sentiero n.909 che parte da Pian del Lupo (1.400 m), nei pressi del Santuario di Santa Elisabetta, e percorre la cresta sud dalla montagna.

Partendo dalla Val Soana la via di salita più semplice è invece quella da Chiapinetto (1.113 m - frazione di Frassinetto), anch'essa su sentiero.
Il collegamento escursionistico tra la Quinseina e la Punta di Verzel, per tracce di sentiero nei pressi dello spartiacque, è valutato di difficoltà EE.

## Altri progetti

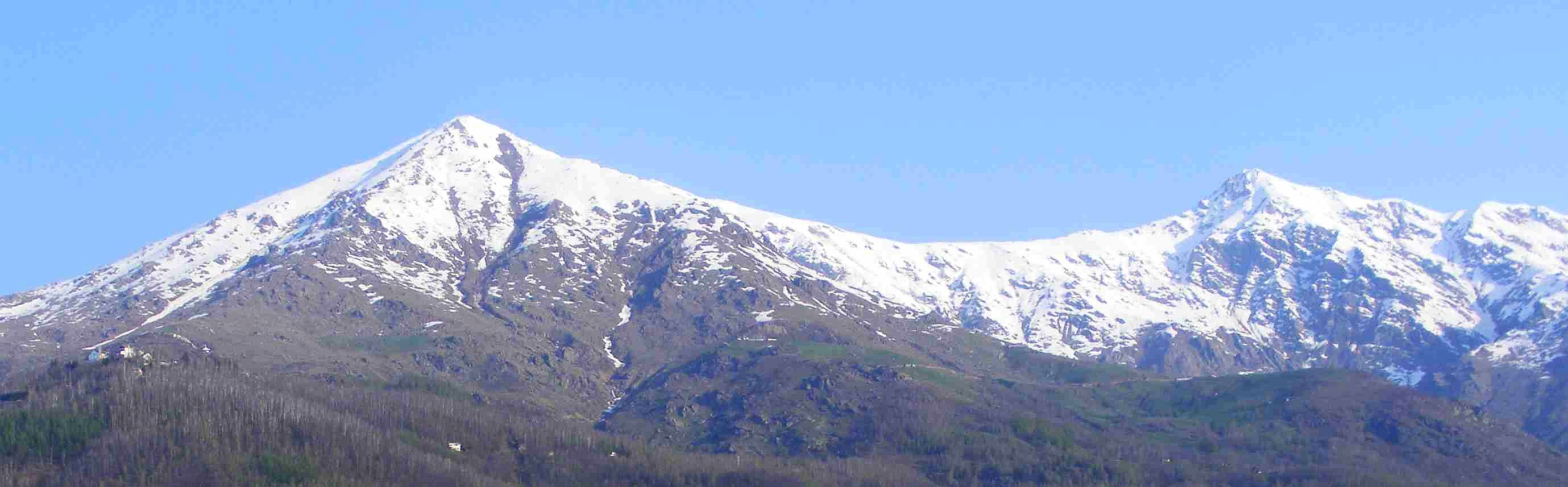
La Quinseina (a sinistra) e la Punta di Verzel viste da Cintano